# Chotěšice
Chotěšice jsou obec v okrese Nymburk ve Středočeském kraji. Leží asi 21 kilometrů severovýchodně od města Poděbrady. Žije v nich 325 obyvatel.

## Historie
První písemná zmínka o obci Chotěšice pochází z 26. září 1199, kdy Přemysl Otakar I., král český, potvrzuje bratřím Božehrobcům držení poloviny vesnice, kterou jim daroval Hugo z Čelčic. Vsi Chotěšice a Sloveč patřily až do roku 1375 klášteru Zderazskému, který je v tomto roce prodává Albrechtovi z Valdštejna, jemuž náležela ves ještě v roce 1395.
Dalším zmínkou je v roce 1408 zádušní dar Aldíka z Radostova za pána Zdeněk z Chotěšic (potomka Alberta z Valdštejna) formou platu kostelu Dobřenskému. Aldík z Radostova Chotěšice roku 1410 prodal. Ladislav Ostrovec z Kralovic léta 1528 tvrz, dvůr a ves Chotěšice a ves Chotěšičky, které po otci svém zdědil, přenechal Vácslavovi Haugvicovi z Biskupic, který ves věnoval manželce Johance z Klinšteina. Syn Vácslava Haugvice z Biskupic a Johanky z Klinšteina – Jindřich (potom pán na Nepokojnicích) prodal Chotěšice a Běchary Zikmundovi Andělovi z Ronovce. Ves zdědily dcery Eliška Heřmanská a Kateřina. Kateřina vzala si při dělení (roku 1578) vesnice, ležící na Železných Horách, tvrz Chotěšice s příslušenstvím a 11 tisíc kop míšeňských. Kateřina převedla v roce 1585 Chotěšice na manžela Jana mladšího z Valdštejna, zápis v zemských deskách je k roku 1590. Po smrti Jana (řečeného pak nejstarší) nebylo dědiců a jeho majetek si dělili páni z Valdšteina Adam, Heník, Karel, Jindřich, Hanibal, Jan Kryštof a Bartoloměj. Smlouvou o dědictví sepsali 5. března 1599 v Poličanech.
Heník dostal díl Chotěšický, ale prodal jej roku 1617 Mikuláši z Gerštorfu. Tomuto byl po bitvě na Bílé hoře v roce 1621 majetek zabrán a Chotěšice s panstvím dymokurským získal Jan Eusebius Khan, svobodný pán z Belasy. Potom byla sice roku 1622 ves prodána Albrechtovi z Valdštejna, ale od toho ještě téhož roku byla ponechána Janu Eusebiusovi Khanu, svobodnému pánu z Belasy. Roku 1674 již žádné tvrze v Chotěšicích nebylo, zůstal z ní jen kopec za panským dvorem.
Roku 1854 byla postavena vesnická škola a v roce 1882 byl založen sbor dobrovolných hasičů. V roce 1961 byla připojena Břístev, Malá Strany a Nová Ves a roku 1980 byl sloučen Nouzov a Malý Nouzov.
Památník obětem první světové války (1914–1918) uvádí jména: J. Hlaváček (č.p. 58), J. Hlaváček (č.p. 102) František Hlávka (legionář - vojín. Narozen 18. února 1873, Malá Strana. Zajat 7. srpna 1916 u Gorice, 18. dubna 1918 vstoupil do československé legie v Itálii, 16. června 1918 škodlivý zájmům československé republiky, předán do tábora zajatců Sulmona), Alois Holáň (legionář - střelec 3. stř. pluku. Narozen 21. července 1889, Chotěšice. V civilním životě dělník. V československém vojsku od 6. srpna 1917. Padl 26. srpna 1918 u Verchně Něvjinska. Pohřben v Jekatěrinburgu), František Jelínek, Josef Ježek, Václav Kancnýř, František Kopecký, František Kubeška, Václav Libánský, Vojtěch Libánský, Antonín Nezbeda, Antonín Pažout, František Řeháček, Josef Řeháček (legionář - vojín. Narozen 14. prosince 1895, Nouzov. Zajat 17. září 1916 u Lokvice, 25. května 1918 v Pulmoně vstoupil do československé legie v Itálii, 23. října 1918 padl v boji u Vrch 153. Chestres), Josef Steklý, Alois Suchánek, Josef Vorel a Vojtěch Zach.
Ve vsi Chotěšice (601 obyvatel, katolický kostel) byly v roce 1932 evidovány tyto živnosti a obchody: autodoprava (Vomáčka Josef), 2 holiči (Steklý František, Zábraha Jaroslav), 3 hostince (Jančák Josef, Němec Jaroslav, Peklák Josef), 2 koláři (Císař Josef, Knap Josef), 2 kováři (Bělka Josef, Kostka Antonín), obchod s máslem a mlékem (Karásek Alois, Zach Karel), půjčovna mlátiček (Strojní družstvo Chotěšice), 3 obuvníci (Balda Josef, Krupička František, Mareš S.), 3 řezníci (Antošová Františka, Jančák Josef, Němec Jaroslav), 4 obchody se smíšeným zbožím (Antošová Františka, Burda František, Linhart Ladislav, Němcová Anna), spořitelní a záložní spolek pro Chotěšice a okolí, šrotovník na elektr. pohon (Burda František), trafika (Vitíková Anna), 2 truhláři (Etrich Josef, Vyleťal Antonín), velkostatek Rudolf Rädisch, obchod se zvěřinou a drůbeží (Zach Alois).
V obci Nouzov (299 obyvatel, samostatná obec se později stala součástí Chotěšic) byly v roce 1932 evidovány tyto živnosti a obchody: obchod s dobytkem, hospodářské strojní družstvo, hostinec, obuvník, 2 obchody se smíšeným zbožím, trafika, truhlář.

## Přírodní poměry
Na jihovýchodním okraji obce na Smíchovském potoce se nachází soustava dvou rybníků.

## Obyvatelstvo
V obci Chotěšice je evidováno 298 adres. Z celkového počtu obyvatel je žen 169 a mužů 156 (pod 15 let je dívek 22 a chlapců 18). V obci je 310 domácností.[kdy?]
| Rok            | 1869  | 1880  | 1890  | 1900  | 1910  | 1921  | 1930  | 1950 | 1961 | 1970 | 1980 | 1991 | 2001 | 2011 | 2021 |
| -------------- | ----- | ----- | ----- | ----- | ----- | ----- | ----- | ---- | ---- | ---- | ---- | ---- | ---- | ---- | ---- |
| Počet obyvatel | 1 381 | 1 582 | 1 515 | 1 504 | 1 554 | 1 442 | 1 368 | 974  | 844  | 653  | 497  | 378  | 315  | 322  | 345  |
| Počet domů     | 203   | 226   | 227   | 244   | 275   | 280   | 311   | 316  | 275  | 240  | 188  | 266  | 272  | 280  | 279  |

## Obecní správa

### Územněsprávní začlenění
Dějiny územněsprávního začleňování zahrnují období od roku 1850 do současnosti. V chronologickém přehledu je uvedena územně administrativní příslušnost obce v roce, kdy ke změně došlo:
- 1850 země česká, kraj Jičín, politický okres Poděbrady, soudní okres Městec Králové[12]
- 1855 země česká, kraj Jičín, soudní okres Městec Králové
- 1868 země česká, politický okres Poděbrady, soudní okres Městec Králové
- 1939 země česká, Oberlandrat Kolín, politický okres Poděbrady, soudní okres Městec Králové[13]
- 1942 země česká, Oberlandrat Hradec Králové, politický okres Nymburk, soudní okres Městec Králové[14]
- 1945 země česká, správní okres Poděbrady, soudní okres Městec Králové[15]
- 1949 Pražský kraj, okres Poděbrady[16]
- 1960 Středočeský kraj, okres Nymburk
- 2003 Středočeský kraj, okres Nymburk, obec s rozšířenou působností Poděbrady

### Části obce
- Břístev (i název k. ú.)
- Chotěšice (i název k. ú.)
- Malá Strana (k. ú. Malá Strana u Chotěšic)
- Nouzov (k. ú. Nouzov u Dymokur)
- Nová Ves (k. ú. Nová Ves u Chotěšic)

Od 1. ledna 1980 do 23. listopadu 1990 k obci patřila i Záhornice.

### Obecní symboly
Znak a vlajka byly obci uděleny rozhodnutím předsedy Poslanecké sněmovny Parlamentu České republiky dne 15. dubna 2010.

## Doprava
Dopravní síť
- Pozemní komunikace – Okolo obce vede silnice I/32 Libice nad Cidlinou - Kopidlno - Jičín.

- Železnice – Železniční trať ani stanice na území obce nejsou.

Veřejná doprava 2011
- Autobusová doprava – Obcí projížděly 2 autobusové linky a to 463 a 540 zařazené v PID linka 463 jezdí z Městce Králové do Rožďalovic, a některé spoje až do Mladý Boleslavi. Linka 540 jezdí z Poděbrad do Záhornice. Obě linky jezdí pouze v pracovní dny. Linka 540 jezdí celkem 15x denně a linka 463 14x denně. Na linkách jezdí dopravci OAD Kolín nebo Arriva .O víkendu je obec bez dopravní obsluhy.

## Pamětihodnosti
- Kostel Rozeslání svatých Apoštolů
- Krucifix

## Galerie

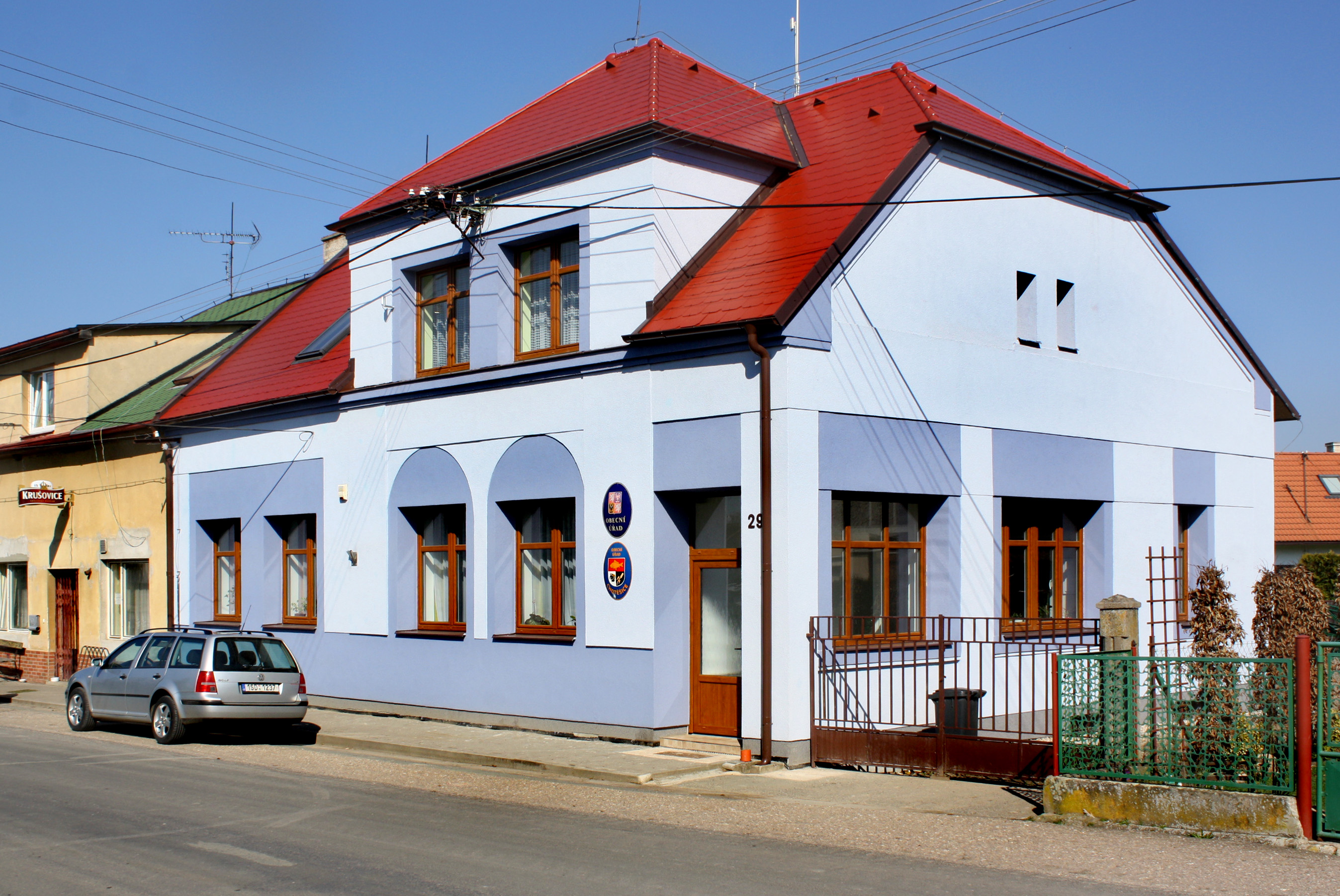
Obecní úřad
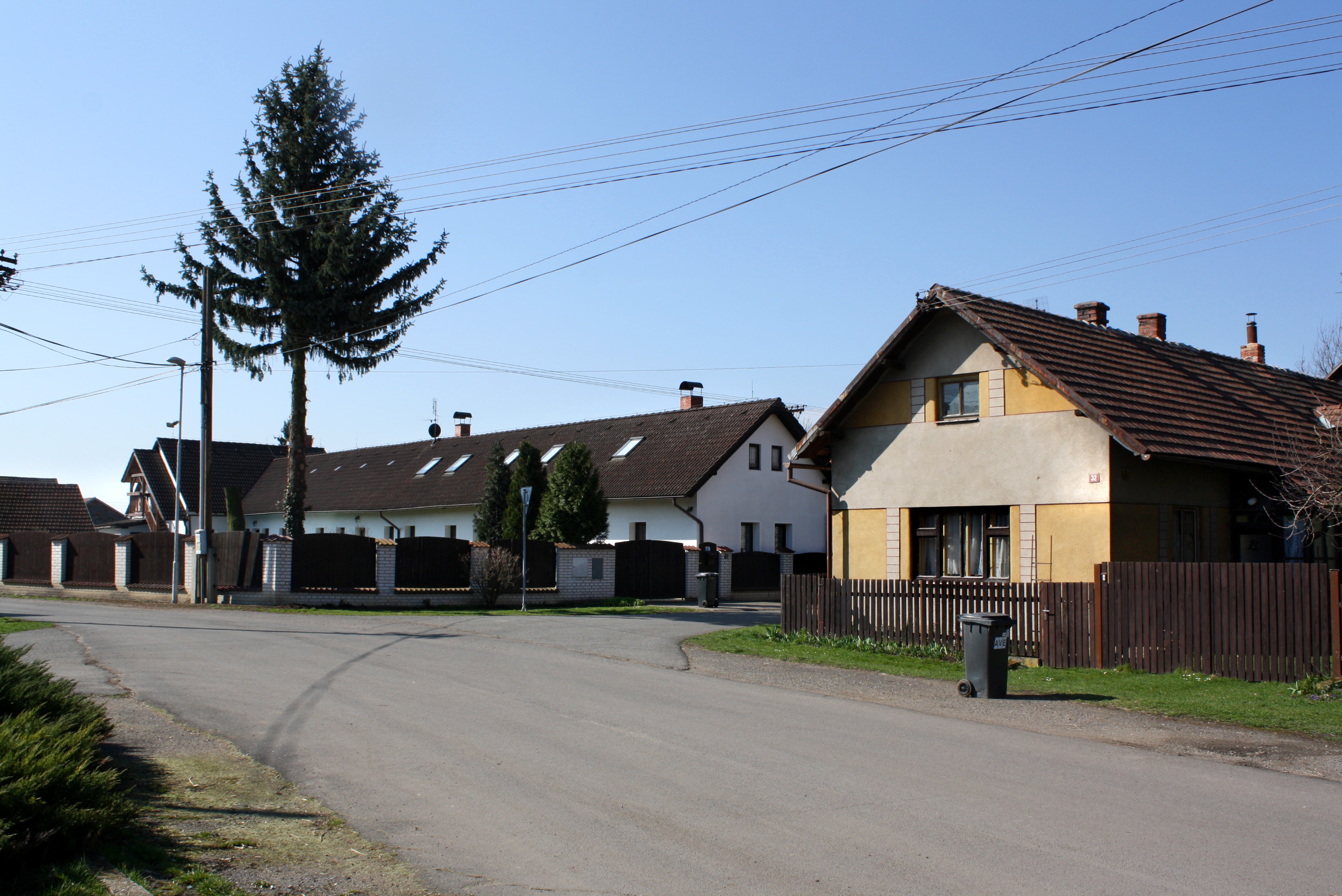
Domky ve střední části obce
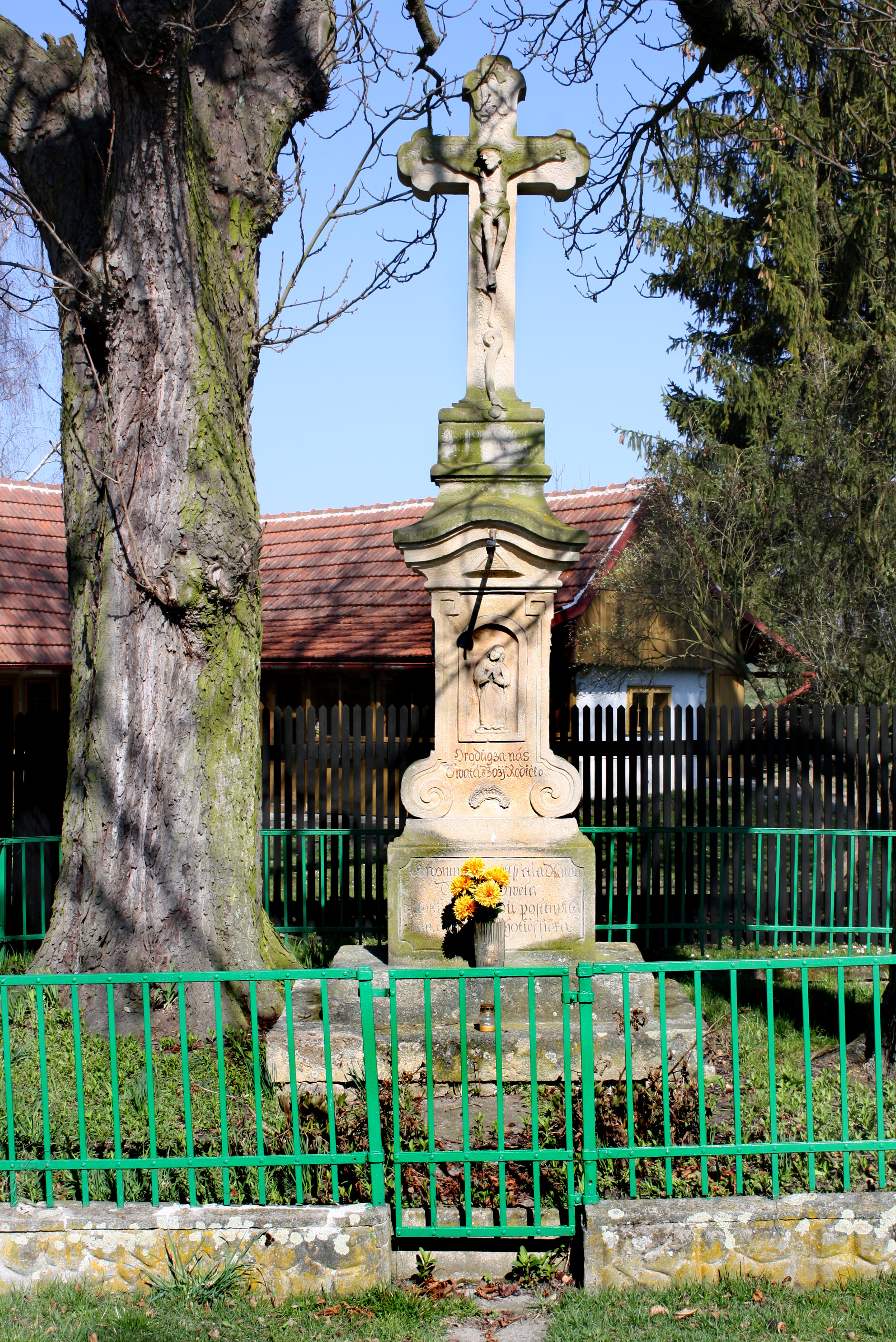
Křížek na návsi
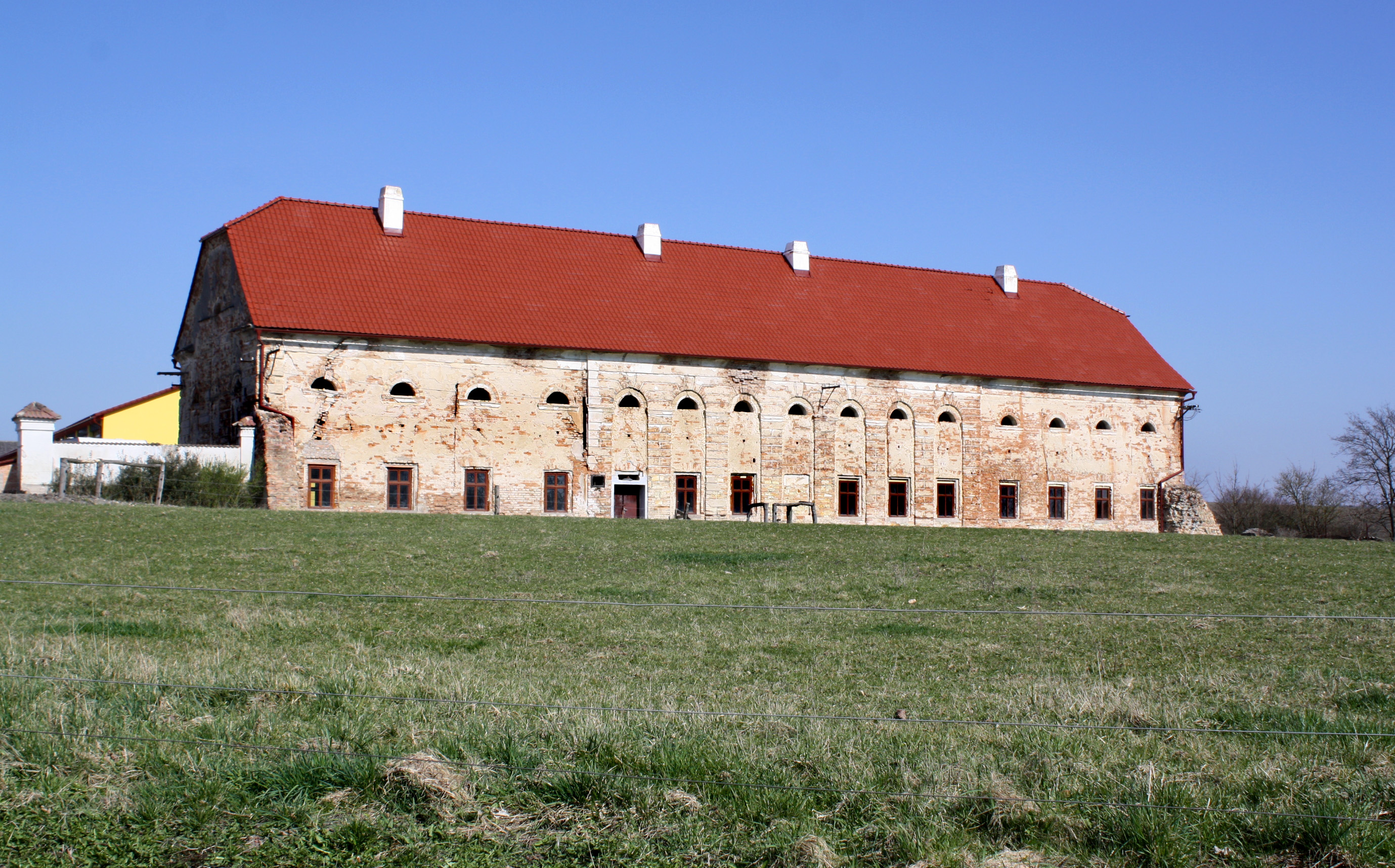
Bývalá sýpka na západním okraji vsi